# Língua do Deserto Ocidental

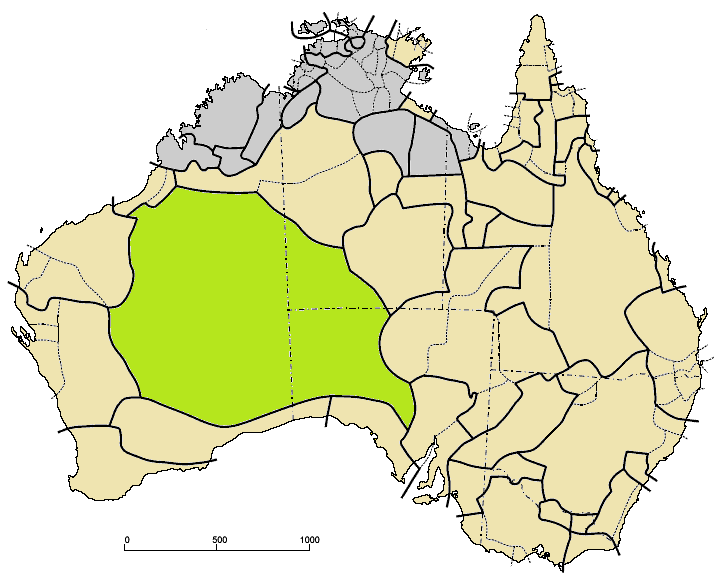
Línguas Wati (verde) dentre as Pama Nyungan (laranja)

A Língua do Deserto Ocidental, ou Wati, é um grupo dialetal de línguas aborígenes da família das Pama–Nyungan da Austrália.
O nome Wati tende a ser usado quando se consideram as diversas variedades como línguas distintas, "Deserto Ocidental" quando se considera dialetos de uma única língua, ou "Wati" com Wanman junto com o aglomerado do Deserto Ocidental.

## Localização
Segue-se uma lista parcial de comunidades do Deserto Ocidental:
- Kintore, Território do Norte
- Docker River, Território do Norte
- Ernabella, Austrália do Sul
- Amata, Austrália do Sul
- Fregon, Austrália do Sul
- Pipalyatjara, Austrália do Sul
- Kalka, Austrália do Sul
- Warburton, Austrália Ocidental
- Kiwirrkura, Austrália Ocidental
- Balgo, Austrália Ocidental
- Aputula, Território do Norte (ou Finke)
- Imanpa, Território do Norte (ou Mount Ebenezer)
- Mutitjulu, Território do Norte
- Jigalong Community, Austrália Ocidental

## Continuum dialetal
A Língua do Deserto Ocidental consiste numa rede de dialetos intimamente relacionados; os nomes de alguns deles se tornaram bastante conhecidos (comoPitjantjatjara) e são freqüentemente chamados de 'idiomas'. Como todo o grupo de dialetos que constitui essa língua não tem seu próprio nome, é geralmente chamado de "Língua do Deserto Ocidental". Os falantes da WDL que se referem ao idioma geral usam vários termos, incluindo wangka 'língua' ou wangka yuti  'fala clara'. Para falantes nativos, a linguagem é mutuamente inteligível em todo o seu alcance.

### Dialetos
Algumas das variedades nomeadas da Língua do Deserto Ocidental com suas localizações aproximadas, são:
- Antakarinya* – nordeste da Austrália do Sul
- Kartutjarra* – próximo a Jigalong, Austrália Ocidental
- Kukatja* sul de  Balgo, Austrália Ocidental
- Kokatha* – Kokatha Mula, central Austrália do Sul
- Luritja– central Australia
- Manyjilyjarra* –  próximo a Jigalong, Austrália Ocidental
- Martu Wangka – Jigalong, Austrália Ocidental
- Ngaanyatjarra* – próximo aWarburton, Austrália Ocidental
- Ngaatjatjarra – próximo aWarburton, Austrália Ocidental
- Pintupi* – Kintore (Território do Norte) e mais para oeste.
- Pintupi Luritja – região Papunya e Kintore region, Território do Norte
- Pitjantjatjara* – Noroeste da Austrália do Sul
- Putijarra* – sul de Jigalong, Austrália Ocidental
- Titjikala Luritja* – Titjikala próximo a Maryvale eFinke, Territóriod o Norte
- Wangkajunga* – sul de  Christmas Creek, Austrália Ocidental(parte de Martu Wangka?)
- Watha– leste de Meekatharra, Austrália Ocidental
- Wawula – sudeste de Meekatharra
- Wong-gie – região de Kalgoorlie até Cosmo Newberry e Wiluna, Austrália Ocidental
- Yankunytjatjara* – noroeste da Austrália do Sul
- Yulparirra (Yulparija)*[2] – norte de Jigalong
- Nyiyaparli*
- Tjupany*

Os nomes com asterisco são listados como idiomas separados em Bowern (2011 [2012]).
Outros nomes associados ao Deserto Ocidental, embora não sejam variedades distintas, incluem Dargudi (Targudi), Djalgandi (Djalgadjara), Kiyajarra (Giyadjara), Nakako, Nana (Nganawongka), Austrália Ocidentalljen, Wirdinya e talvez Mudalga.

## Status
Essa língua geral do Deserto Ocidental tem milhares de falantes, tornando-a uma das línguas australianas indígenas mais fortes. A língua ainda vem sendo transmitida para crianças e tem uma quantidade substancial de literatura, particularmente nos dialetos Pitjantjatjara e Yankunytjatjara no sul da Austrália, onde havia anteriormente um programa bilíngue de longa duração.

## Localização
Os falantes dos vários dialetos da Língua do Deserto Ocidental viviam tradicionalmente em grande parte das áreas desérticas da Austrália Ocidental, da Austrália do Sul e do Território do Norte. A maior parte desses povos do oeste vive em comunidades próximas a suas terras tradicionais, embora algumas vivam em cidades que circundam a área do deserto, com Kalgoorlie, Laverton, Alice Springs, Port Augusta, Meekatharra, Halls Creek e Fitzroy Crossing.

## Fonologia
Nas tabelas a seguir do sistema de sons WDL (Western Desert Languaes) , os símbolos em negrito fornecem uma ortografia prática típica usada por muitas comunidades WDL. Mais detalhes de ortografias em uso em diferentes áreas são fornecidos abaixo. Valores fonéticos em IPA são mostrados em colchetes.

#### Vogais
|          | Anterior       | Central        | Posterior      |
| -------- | -------------- | -------------- | -------------- |
| Fechada  | i [i], ii [iː] |                | u [u], uu [uː] |
| Aberta]] |                | a [a], aa [aː] |                |

A língua do Deserto Ocidental tem um sistema comum (para a Austrália) de três vogais com uma distinção de extensão que cria um total de seis possíveis sons vogais.

#### Consoantes
|             | Periférica Laminal | Periférica Laminal | Apical   | Apical     |         |
| Bilabial    | Velar              | Palatal            | Alveolar | Retroflexa |         |
| ----------- | ------------------ | ------------------ | -------- | ---------- | ------- |
| Oclusiva    | p [p]              | k [k]              | tj [c]   | t [t]      | rt [ʈ ] |
| Nasal       | m [m]              | ng [ŋ]             | ny [ɲ]   | n [n]      | rn [ɳ ] |
| Vibrante    |                    |                    |          | rr [r]     |         |
| Lateral     |                    |                    | ly [ʎ]   | l [l]      | rl [ɭ ] |
| Aproximante | w [w]              | w [w]              | y [j]    | r [ɻ ]     | r [ɻ ]  |

Como mostrado na tabela, o WDL distingue cinco posições de articulação e tem oclusivas orais e nasais em cada posição. As oclusivas não têm distinção fonêmica na fonação, mas exibem alofones sonoros e surdos]; As oclusivas são geralmente surdas no início de uma palavra e expressas em outros pontos. Em ambas as posições, eles geralmente não são aspiradas. Não há consoantes fricativas.

### Ortografia
Enquanto os dialetos do WDL têm fonologias muito semelhantes, existem várias ortografias diferentes em uso, resultantes das preferências dos diferentes pesquisadores iniciais, bem como o fato de que a região WDL se estende em três estados (Austrália Ocidental, Austrália do Sul e Território do Norte, cada um com sua própria história de pesquisa linguística e política educacional.

### Línguagem de sinais
A maioria dos povos da Austrália central tem (ou em algum momento teve) formas com sinais (de mãos) para seus idiomas. Entre os povos do deserto ocidental, a língua de sinais foi relatada especificamente para Kardutjara e Yurira Watjalku, Ngaatjatjarra (Ngada), e Manjiljarra.  Os sinais de Kardutjara e Yurira Watjalku são conhecidos por serem muito bem desenvolvidos, embora isso não seja tão entendida nos sinais de Ngada e Manjiljarra..